# Knut Ångström
Knut Johan Ångström (født 12. januar 1857 i Uppsala, død 4. marts 1910 sammesteds) var en svensk fysiker, søn af fysikeren Anders Ångström og far til meteorologen Anders Ångström.
Ångström blev cand.phil. 1879 og lic.phil. 1884. Han studerede derefter hos Kundt i Strassburg, hvorfra han medbragte materialet til sin doktorafhandling, blev 1885 dr.phil. og docent ved Uppsala Universitet, men allerede samme år lærer ved den nyoprettede Stockholms Högskola, hvis fysiske institut han med meget små midler grundlagde. Ångström kom 1891 tilbage til Uppsala som laborator ved det fysiske institut og blev 1896 professor i fysik som Thaléns efterfølger. I denne stilling virkede han ivrigt for opførelsen af et nyt fysiskt institut, der bevilgedes 1905 og indviedes 1909; planerne til dette institut, der anses for at være et af de bedst indrettede i verden, er til de mindste enkeltheder udarbejdede af ham.
Ångströms vigtigste videnskabelige arbejder omhandler undersøgelse af solstrålingen og er af grundlæggende betydning. Et hovedproblem i sådanne undersøgelser er bestemmelse af solkonstanten, den varmemængde, som 1 cm2 af atmosfærens yderside modtager fra solen i 1 minut ved vinkelret bestråling. Bestemmelsen heraf har voldt store vanskeligheder, der først for en stor del ved Ångströms arbejder blev løste. I 1893 konstruerede han sit elektriske kompensationspyrrheliometer til bestemmelse af den varmemængde, som 1 cm2 ved jordens overflade modtager fra solen i tidsenheden; dette apparat er sikkert det bedste eksisterende pyrrheliometer og har vundet meget stor udbredelse. For af bestemmelser med dette at finde solkonstanten må man kende, hvor stor en brøkdel af solvarmen der absorberes på strålernes vej gennem atmosfæren.
Det kan findes enten ved at gøre pyrrheliometermålinger ved forskellige solhøjder eller samtidig i forskellige højder over jordoverfladen; sådanne målinger foretog Ångström 1895 og 1896 på ekspeditioner til Teneriffa. For at få en tilfredsstillende løsning af spørgsmålet må imidlertid energifordelingen i solspektret og atmosfærens absorption af stråler af de forskellige bølgebredder bestemmes. Også på dette punkt har Ångström ydet værdifulde arbejder. Han har konstrueret simple apparater til registrering af energifordelingen i solspektret, bestemt, hvilke stoffer i atmosfæren der frembringer dets vigtigste absorptionsbånd, og han har angivet en simpel måde til ud fra 2 pyrrheliometerobservationer og kendskabet til atmosfærens transmissionskoefficienter at beregne solkonstanten. I det nye institut indrettede han en regelmæssig daglig registrering af solspektrets energifordeling.
Hans arbejder fra andre felter er færre og mindre betydelige; her skal nævnes hans bestemmelse af vandets rumfangsforøgelse ved absorption af luftarter, hans undersøgelse af, hvorledes varmestrålers absorption i luftarter ændres med trykket eller ved andre luftarters iblanding, og hans bestemmelse af varmeudviklingen fra radium. Ångström var en fremragende lærer og en virksom deltager i universitetets styrelse, medlem af og fra 1905 formand i den fysiske Nobelkomité, medlem af talrige videnskabelige selskaber (af Kungliga Vetenskapsakademien 1893, af Vetenskapssocieteten i Uppsala 1901, af det danske Videnskabernes Selskab 1903). Ångström fik adskillige prisbelønninger for sine videnskabelige arbejder og blev ved første møde i International Union for Cooperation in Solar Research valgt til formand for komiteen for internationalt samarbejde angående studiet af solens stråling.